# Jon McLaughlin
Jonathan Peter McLaughlin (født d. 9. september 1987) er en skotsk professionel fodboldspiller, som spiller for den skotske Premiership-klub Rangers og Skotlands landshold.

## Klubkarriere

### Tidlige karriere
McLaughlin begyndte sin karriere i de semi-professionelle lavere engelske rækker.

### Bradford City
McLaughlin skiftede i maj 2008 til Bradford City, men skulle vente et helt år til den 2. maj 2009 til at gøre sin professionelle debut. Har var del af Bradfords mandskab over flere år, og spillede oftest som førstevalgmålmand, men dog også andetvalg i nogle perioder.

### Burton Albion
McLaughlin skiftede i juli 2014 til Burton Albion, og var med til at hjælpe Burton rykke op i League One.

### Heart of Midlothian
McLaughlin skiftede i august 2017 til Heart of Midlothian.

### Sunderland
McLaughlin skiftede i juni 2018 til Sunderland.

### Rangers
McLaughlin skiftede i juni 2020 til Rangers.

## Landsholdskarriere
McLaughlin debuterede for Skotlands landshold den 2. juni 2018.
McLaughlin var del af Skotlands trup EM 2020.

## Titler
Burton Albion
- Football League Two: 1 (2014–15)

Rangers
- Scottish Premiership: 1 (2020–21)

Individual
- PFA League One Team of the Year: 1 (2015–16)